# VM i fodbold 1994
VM i fodbold 1994 blev afholdt i USA.
VM-titlen gik for fjerde gang til Brasilien, der slog Italien 3-2 efter straffesparkskonkurrence. Den ordinære kamp endte 0-0.
Selv om USA på dette tidspunkt ikke blev regnet for hørende til de største fodboldnationer, var der alligevel tilskuerrekord med i gennemsnit 69.000 tilskuere pr. kamp.

## Hold
Følgende 24 hold, opdelt efter konføderation, kvalificerede sig til slutrunden. Den forsvarende verdensmester, Vesttyskland, der nu stillede op som det genforenede Tyskland, og værtslandet, USA, var automatisk kvalificerede til slutrunden og deltog derfor ikke i kvalifikationen.
| Europa (UEFA) - Belgien - Bulgarien - Grækenland - Holland - Irland - Italien - Norge - Rumænien - Rusland - Schweiz - Spanien - Sverige - Tyskland (forsv. mester) Oceanien (OFC) - Intet hold. | Sydamerika (CONMEBOL) - Argentina - Bolivia - Brasilien - Colombia Afrika (CAF) - Cameroun - Marokko - Nigeria Asien (AFC) - Saudi-Arabien - Sydkorea Nord- og Mellemamerika samt Caribien (CONCACAF) - Mexico - USA (værtsland) |

Se også kvalifikation til VM i fodbold 1994.

## Resultater

### Kvalifikation
Se Kvalifikation til VM i fodbold 1994.

### Indledende runde
De 24 hold blev inddelt i 6 grupper á 4 hold, der spillede alle mod alle. De to bedste hold fra hver gruppe samt de fire bedste treere gik videre til ottendedelsfinalerne.
| Dato  | Kamp                | Res. | Sted          | Tilsk. |
| ----- | ------------------- | ---- | ------------- | ------ |
| 18.6. | USA - Schweiz       | 1-1  | Detroit       | 73.425 |
| 18.6. | Colombia - Rumænien | 1-3  | Los Angeles   | 91.586 |
| 22.6. | Rumænien - Schweiz  | 1-4  | Detroit       | 61.428 |
| 22.6. | USA - Colombia      | 2-1  | Los Angeles   | 93.689 |
| 26.6. | Schweiz - Colombia  | 0-2  | San Francisco | 83.401 |
| 26.6. | USA - Rumænien      | 0-1  | Los Angeles   | 93.869 |

| Gruppe A | Kampe | Mål | Point |
| -------- | ----- | --- | ----- |
| Rumænien | 3     | 5-5 | 6     |
| Schweiz  | 3     | 5-4 | 4     |
| USA      | 3     | 3-3 | 4     |
| Colombia | 3     | 4-5 | 3     |

| Dato  | Kamp                 | Res. | Sted          | Tilsk  |
| ----- | -------------------- | ---- | ------------- | ------ |
| 19.6. | Cameroun - Sverige   | 2-2  | Los Angeles   | 93.194 |
| 20.6. | Brasilien - Rusland  | 2-0  | San Francisco | 81.051 |
| 24.6. | Brasilien - Cameroun | 3-0  | San Francisco | 83.401 |
| 24.6. | Sverige - Rusland    | 3-1  | Detroit       | 71.528 |
| 28.6. | Rusland - Cameroun   | 6-1  | San Francisco | 74.914 |
| 28.6. | Brasilien - Sverige  | 1-1  | Detroit       | 77.217 |

| Gruppe B  | Kampe | Mål  | Point |
| --------- | ----- | ---- | ----- |
| Brasilien | 3     | 6-1  | 7     |
| Sverige   | 3     | 6-4  | 5     |
| Rusland   | 3     | 7-6  | 3     |
| Cameroun  | 3     | 3-11 | 1     |

| Dato  | Kamp                | Res. | Sted    | Tilsk. |
| ----- | ------------------- | ---- | ------- | ------ |
| 17.6. | Tyskland - Bolivia  | 1-0  | Chicago | 63.117 |
| 17.6. | Sydkorea - Spanien  | 2-2  | Dallas  | 56.247 |
| 21.6. | Tyskland - Spanien  | 1-1  | Chicago | 63.113 |
| 23.6. | Sydkorea - Bolivia  | 0-0  | Boston  | 54.453 |
| 27.6. | Bolivia - Spanien   | 1-3  | Chicago | 63.089 |
| 27.6. | Tyskland - Sydkorea | 3-2  | Dallas  | 63.998 |

| Gruppe C | Kampe | Mål | Point |
| -------- | ----- | --- | ----- |
| Tyskland | 3     | 5-3 | 7     |
| Spanien  | 3     | 6-4 | 5     |
| Sydkorea | 3     | 4-5 | 2     |
| Bolivia  | 3     | 1-4 | 1     |

| Dato  | Kamp                   | Res. | Sted    | Tilsk. |
| ----- | ---------------------- | ---- | ------- | ------ |
| 21.6. | Argentina - Grækenland | 4-0  | Boston  | 54.456 |
| 21.6. | Nigeria - Bulgarien    | 3-0  | Dallas  | 44.132 |
| 25.6. | Argentina - Nigeria    | 2-1  | Boston  | 54.453 |
| 26.6. | Bulgarien - Grækenland | 4-0  | Chicago | 63.160 |
| 30.6. | Argentina - Bulgarien  | 0-2  | Dallas  | 63.998 |
| 30.6. | Grækenland - Nigeria   | 0-2  | Boston  | 53.001 |

| Gruppe D   | Kampe | Mål  | Point |
| ---------- | ----- | ---- | ----- |
| Nigeria    | 3     | 6-2  | 6     |
| Bulgarien  | 3     | 6-3  | 6     |
| Argentina  | 3     | 6-3  | 6     |
| Grækenland | 3     | 0-10 | 0     |

| Dato  | Kamp             | Res. | Sted       | Tilsk. |
| ----- | ---------------- | ---- | ---------- | ------ |
| 18.6. | Italien - Irland | 0-1  | New Jersey | 73.338 |
| 19.6. | Norge - Mexico   | 1-0  | Washington | 52.395 |
| 23.6. | Italien - Norge  | 1-0  | New Jersey | 74.624 |
| 24.6. | Mexico - Irland  | 2-1  | Orlando    | 60.790 |
| 28.6. | Italien - Mexico | 1-1  | Washington | 52.535 |
| 28.6. | Irland - Norge   | 0-0  | New Jersey | 72.404 |

| Gruppe E | Kampe | Mål | Point |
| -------- | ----- | --- | ----- |
| Mexico   | 3     | 3-3 | 4     |
| Irland   | 3     | 2-2 | 4     |
| Italien  | 3     | 2-2 | 4     |
| Norge    | 3     | 1-1 | 4     |

| Dato  | Kamp                    | Res. | Sted       | Tilsk. |
| ----- | ----------------------- | ---- | ---------- | ------ |
| 19.6. | Belgien - Marokko       | 1-0  | Orlando    | 61.219 |
| 20.6. | Holland - Saudi-Arabien | 2-1  | Washington | 50.535 |
| 25.6. | Saudi-Arabien - Marokko | 2-1  | New Jersey | 76.322 |
| 25.6. | Belgien - Holland       | 1-0  | Orlando    | 62.387 |
| 29.6. | Belgien - Saudi-Arabien | 0-1  | Washington | 52.959 |
| 29.6. | Marokko - Holland       | 1-2  | Orlando    | 60.578 |

| Gruppe F      | Kampe | Mål | Point |
| ------------- | ----- | --- | ----- |
| Holland       | 3     | 4-3 | 6     |
| Saudi-Arabien | 3     | 4-3 | 6     |
| Belgien       | 3     | 2-1 | 6     |
| Marokko       | 3     | 2-5 | 0     |

## Slutspil
| Dato               | Kamp                                                   | Kamp      | Res.     | Sted          | Tilsk. |
| ------------------ | ------------------------------------------------------ | --------- | -------- | ------------- | ------ |
| Ottendedelsfinaler |                                                        |           |          |               |        |
| 2.7.               | Tyskland                                               | Belgien   | 3-2      | Chicago       | 60.246 |
| 2.7.               | Spanien                                                | Schweiz   | 3-0      | Washington    | 53.121 |
| 3.7.               | Saudi-Arabien                                          | Sverige   | 1-3      | Dallas        | 60.277 |
| 3.7.               | Rumænien                                               | Argentina | 3-2      | Los Angeles   | 90.469 |
| 4.7.               | Holland                                                | Irland    | 2-0      | Orlando       | 61.355 |
| 4.7.               | Brasilien                                              | USA       | 1-0      | San Francisco | 84.147 |
| 5.7.               | Nigeria                                                | Italien   | 1-2 efs. | Boston        | 54.367 |
| 5.7.               | Mexico                                                 | Bulgarien | 1-1 efs. | New Jersey    | 71.030 |
|                    | Bulgarien videre efter 3-1 i straffesparkskonkurrence. |           |          |               |        |
| Kvartfinaler       |                                                        |           |          |               |        |
| 9.7.               | Italien                                                | Spanien   | 2-1      | Boston        | 53.400 |
| 9.7.               | Holland                                                | Brasilien | 2-3      | Dallas        | 63.500 |
| 10.7.              | Bulgarien                                              | Tyskland  | 2-1      | New Jersey    | 55.000 |
| 10.7.              | Sverige                                                | Rumænien  | 2-2 efs. | San Francisco | 39.100 |
|                    | Sverige videre efter 5-4 i straffesparkskonkurrence.   |           |          |               |        |
| Semifinaler        |                                                        |           |          |               |        |
| 13.7.              | Bulgarien                                              | Italien   | 1-2      | New Jersey    | 74.110 |
| 13.7.              | Sverige                                                | Brasilien | 0-1      | Los Angeles   | 91.856 |
| Bronzekamp         |                                                        |           |          |               |        |
| 16.7.              | Sverige                                                | Bulgarien | 4-0      | Los Angeles   | 91.500 |
| Finale             |                                                        |           |          |               |        |
| 17.7.              | Brasilien                                              | Italien   | 0-0 efs. | Los Angeles   | 94.194 |
|                    | Brasilien vandt efter 3-2 i straffesparkskonkurrence.  |           |          |               |        |
- efs.: efter forlænget spilletid.

## Målscorer
6 mål
- Hristo Stoitjkov
- Oleg Salenko

5 mål
- Romário
- Jürgen Klinsmann
- Roberto Baggio
- Kennet Andersson

4 mål
- Gabriel Batistuta
- Florin Răducioiu
- Martin Dahlin

3 mål
| - Bebeto - Dennis Bergkamp | - Gheorghe Hagi - José Luis Caminero | - Tomas Brolin |

2 mål
| - Claudio Caniggia - Philippe Albert - Yordan Letchkov - Adolfo Valencia - Rudi Völler | - Dino Baggio - Hong Myung-Bo - Luis García - Wim Jonk - Daniel Amokachi | - Emmanuel Amuneke - Ilie Dumitrescu - Fuad Amin - Ion Andoni Goikoetxea - Adrian Knup |

1 mål
| - Abel Balbo - Diego Maradona - Marc Degryse - Georges Grün - Erwin Sánchez - Branco - Márcio Santos - Raí - Daniel Borimirov - Nasko Sirakov - David Embé - Roger Milla - François Omam-Biyik - Hernán Gaviria - John Harold Lozano - Lothar Matthäus - Karl-Heinz Riedle | - John Aldridge - Ray Houghton - Daniele Massaro - Hwang Sun-Hong - Seo Jung-Won - Mohammed Chaouch - Hassan Nader - Marcelino Bernal - Alberto García Aspe - Bryan Roy - Gaston Taument - Aron Winter - Finidi George - Samson Siasia - Rashidi Yekini - Kjetil Rekdal - Dan Petrescu | - Dmitri Radchenko - Fahad Al-Ghesheyan - Sami Al-Jaber - Saeed Al-Owairan - Txiki Beguiristain - Josep Guardiola - Fernando Hierro - Luis Enrique - Julio Salinas - Henrik Larsson - Roger Ljung - Håkan Mild - Georges Bregy - Stéphane Chapuisat - Alain Sutter - Earnie Stewart - Eric Wynalda |

Selvmål
- Andrés Escobar (for USA)

## Stadioner
Kampene blev spillet på de 9 nedenfor nævnte stadioner.
| Sted                | Stadion              | By, stat                    | Kapacitet |
| ------------------- | -------------------- | --------------------------- | --------- |
| Boston              | Foxboro Stadium      | Foxboro, Massachusetts      | 61.000    |
| Chicago             | Soldier Field        | Chicago, Illinois           | 67.000    |
| Dallas              | Cotton Bowl          | Dallas, Texas               | 67.000    |
| Detroit             | Pontiac Silverdome   | Pontiac, Michigan           | 80.000    |
| Los Angeles         | Rose Bowl            | Pasadena, California        | 91.000    |
| New York/New Jersey | Giants Stadium       | East Rutherford, New Jersey | 77.000    |
| Orlando             | Citrus Bowl          | Orlando, Florida            | 70.000    |
| San Francisco       | Stanford Stadium     | Palo Alto, Californien      | 80.000    |
| Washington          | RFK Memorial Stadium | Washington, D.C.            | 56.000    |
| Fodbold | Spire Denne artikel om fodbold er en spire som bør udbygges. Du er velkommen til at hjælpe Wikipedia ved at udvide den. |